# Mashona Washington
Mashona Washington (ur. 31 maja 1976 we Flint, Michigan) – amerykańska tenisistka, od 1995 roku o statusie profesjonalnym, młodsza siostra znanego tenisisty, MaliVai Washingtona.
Jako juniorka brała udział w finałach imprez krajowych, z których wygrała US Indoor National w 1992 roku. Status profesjonalny otrzymała w 1995 roku.
Po raz pierwszy znalazła się wśród stu najlepszych tenisistek świata w 2004 roku, kończąc sezon w pierwszej pięćdziesiątce rankingu. Pokonała Mariję Szarapową w New Haven, osiągnęła finał w Tokio, w którym jednak uległa Rosjance.

## Wygrane turnieje singlowe
|    | Data       | Turniej     | Kat. | ($)    | Naw.   | Finalistka    | Wynik     |
| 1. | 30/09/2001 | Albuquerque | ITF  | 75 000 | twarda | Marissa Irvin | 7:5, 6:3, |
| 2. | 01/06/2008 | Carson      | ITF  | 50 000 | twarda | Alexa Glatch  | 7:5, 6:4  |